# Chasis-cabina

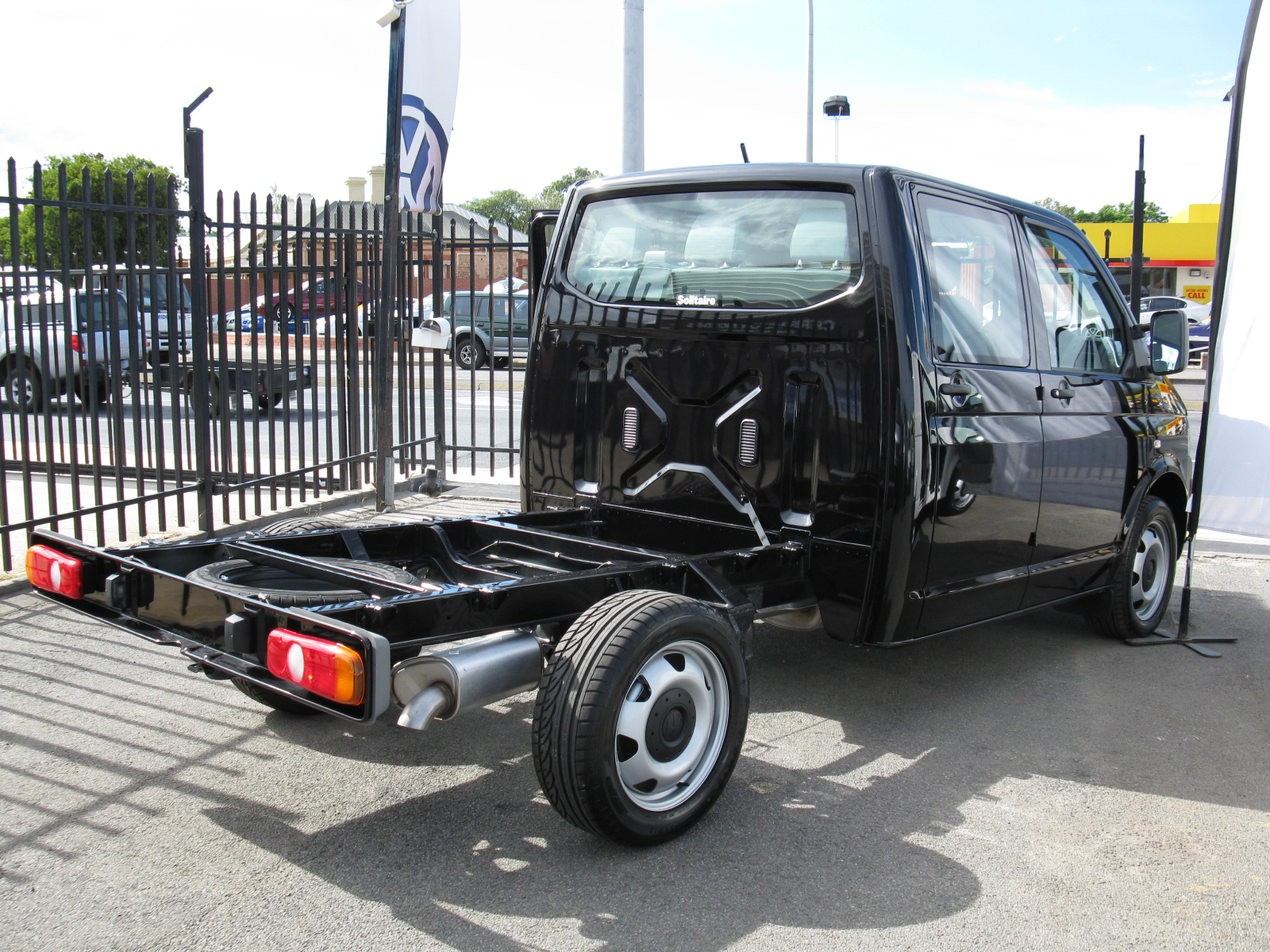
Volkswagen Transporter versión chasis-cabina doble.

Se denomina chasis-cabina a un estilo de carrocería y tipo de construcción de los vehículos industriales, empleado a menudo en los camiones de servicio mediano.
En lugar de suministrar al cliente con una caja plana, un contenedor de carga u otros equipamientos pre-ensamblados de fábrica el cliente recibe el vehículo con sólo "raíles de chasis" y una "cabina". Esto permite al cliente montar cualquier equipo posventa deseado, por ejemplo, un paquete de conversión a camión de bomberos, ambulancia o vehículo recreativo; que puede ser personalizado para las necesidades específicas del cliente.
Los equipadores del mercado de accesorios, incluyendo los carroceros, suelen hacer sus propios paquetes, que se pueden pedir para el camión.